# Wasserstraßen- und Schifffahrtsamt Braunschweig

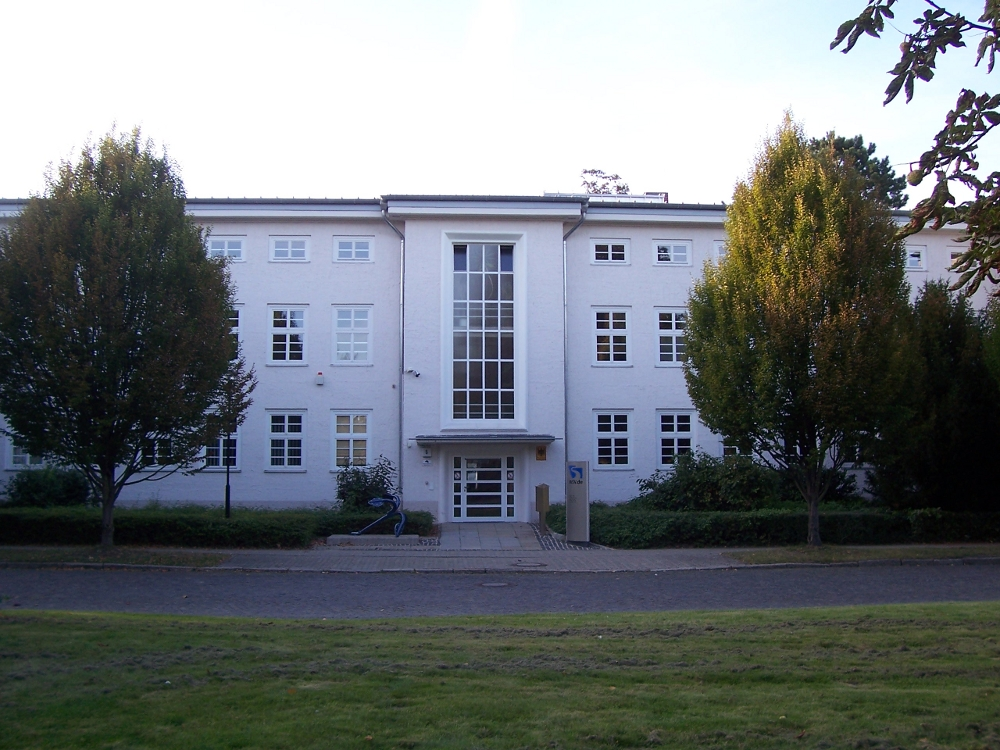
Dienstsitz des WSA Braunschweig

Das Wasserstraßen- und Schifffahrtsamt Braunschweig (WSA Braunschweig) war ein Wasserstraßen- und Schifffahrtsamt in Deutschland. Es gehörte zum Dienstbereich der Generaldirektion Wasserstraßen und Schifffahrt (vormals Wasser- und Schifffahrtsdirektion Mitte) und war im Braunschweiger Stadtteil Weststadt ansässig.
Durch die Zusammenlegung der Wasserstraßen- und Schifffahrtsämter Minden, Braunschweig und Uelzen ging es am 5. Februar 2020 im neuen Wasserstraßen- und Schifffahrtsamt Mittellandkanal / Elbe-Seitenkanal auf.

## Zuständigkeitsbereich

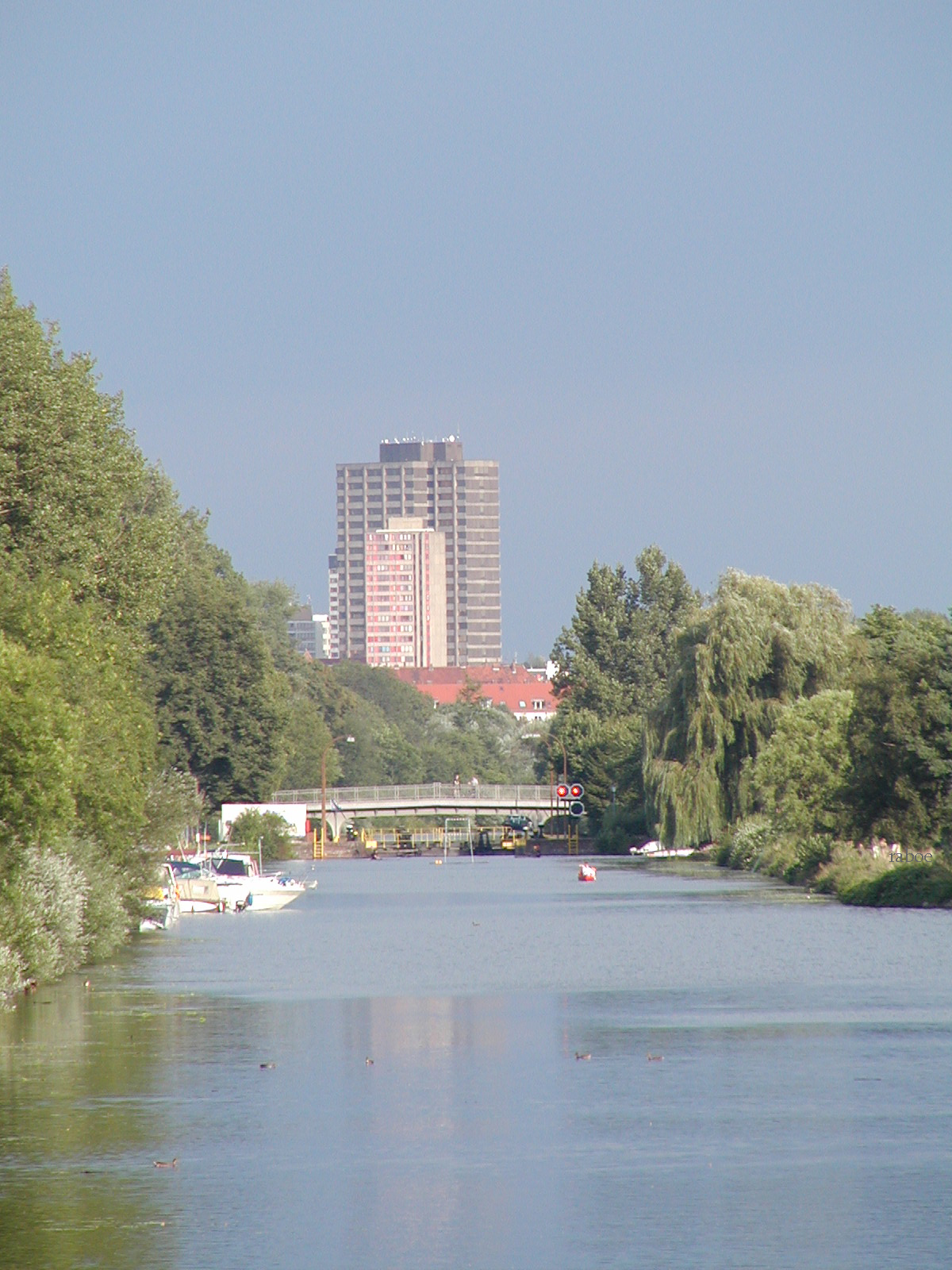
Stichkanal Hannover-Linden

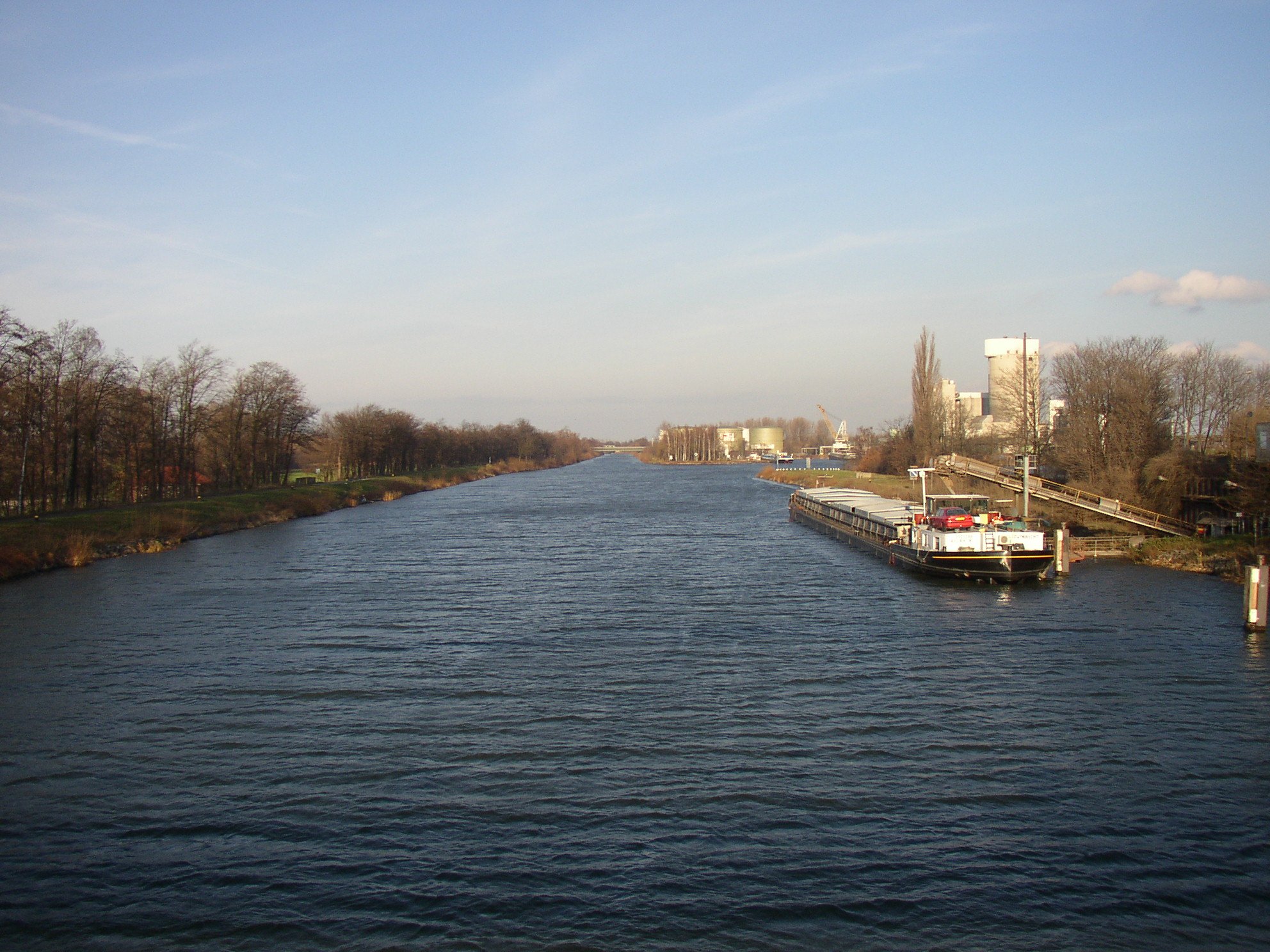
Stichkanal Salzgitter

Stichkanal Misburg

Das Wasserstraßen- und Schifffahrtsamt Braunschweig war zuständig für den Mittellandkanal von Sachsenhagen bis Wedesbüttel einschließlich der Stichkanäle nach Hannover-Linden, Hannover-Misburg, Hildesheim und Salzgitter sowie den Verbindungskanal zur Leine vom Stichkanal Hannover-Linden zur Leine. Weiterhin gehörten zum Amtsbereich des Wasserstraßen- und Schifffahrtsamtes Braunschweig die Leine von Hannover-Herrenhausen (km 22,7) bis Neustadt am Rübenberge (km 68,0) und die Ihme einschließlich des Schnellen Graben.

## Aufgabenbereich
Zu den Aufgaben des Wasserstraßen- und Schifffahrtsamtes Braunschweig gehörten:
- Unterhaltung der Bundeswasserstraßen im Amtsbereich
- Betrieb und Unterhaltung baulicher Anlagen wie z. B. Schleusen und Brücken
- Aus- und Neubau
- Unterhaltung und Betrieb der Schifffahrtszeichen
- Messung von Wasserständen
- Übernahme strom- und schifffahrtspolizeilicher Aufgaben.

## Außenbezirke
Zum Wasserstraßen- und Schifffahrtsamt Braunschweig gehörten Außenbezirke in Lohnde, Sehnde, Thune sowie der Bauhof Hannover-Anderten.
- Der Außenbezirk Lohnde war zuständig für den Mittellandkanal von der Grenze zum Amtsbereich des ehemaligen Wasserstraßen- und Schifffahrtsamtes Minden bei km 128,14 bis km 167,0 in Hannover sowie den Stichkanal Hannover-Linden mit der Hafenschleuse Linden.[1] Auch die Leine, die Leineschleuse Neustadt, das Leinewehr in Hannover-Herrenhausen und der Verbindungskanal vom Stichkanal Hannover-Linden zur Leine mit der Leineabstiegsschleuse gehörten zum Zuständigkeitsbereich. In Lohnde wurde hierfür eigens ein kleiner Betriebshafen unterhalten.
- Der Außenbezirk Sehnde war zuständig für den Mittellandkanal von km 167,0 in Hannover bis km 209,0 östlich Peine mit der Schleuse Anderten (Hindenburgschleuse Anderten) sowie den Stichkanal Hildesheim mit der Schleuse Bolzum. Zudem gehörte der Stichkanal nach Hannover-Misburg dazu.[2]
- Der Außenbezirk Thune war zuständig für den Mittellandkanal von km 209,0 östlich von Peine bis km 230,2 (Wedelheine/Wedesbüttel) im Landkreis Gifhorn, circa 3,5 km vor der Einmündung des Elbe-Seitenkanals in den Mittellandkanal (Grenze zum ehemaligen Wasserstraßen- und Schifffahrtsamt Uelzen), sowie den Stichkanal Salzgitter mit den Schleusen Wedtlenstedt und Üfingen.
- Der Bauhof Hannover-Anderten nahm insbesondere Wartungs- und Instandsetzungsarbeiten an Schiffen und Anlagen des ehemaligen Wasserstraßen- und Schifffahrtsamtes Braunschweig wahr.

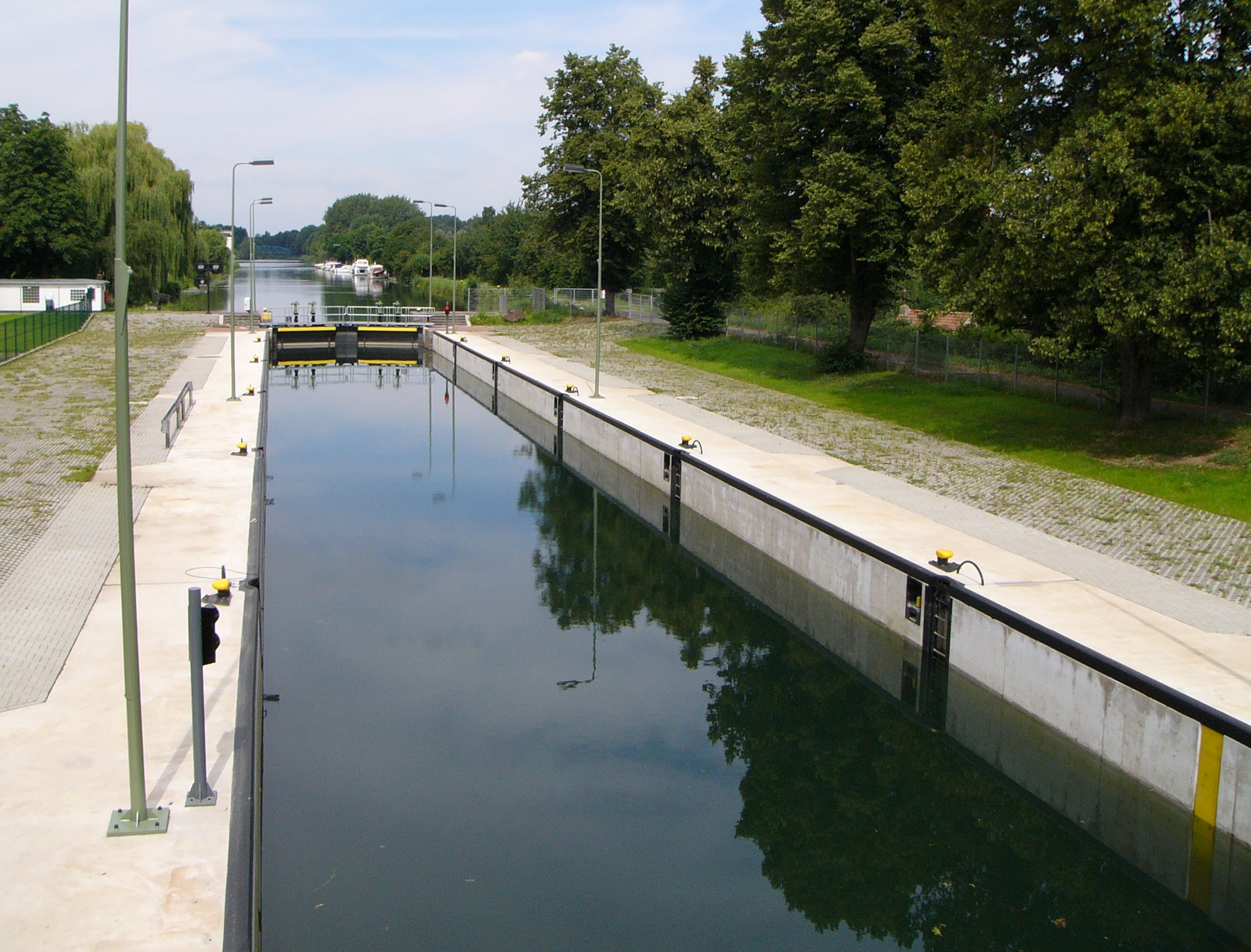
Leineabstiegsschleuse
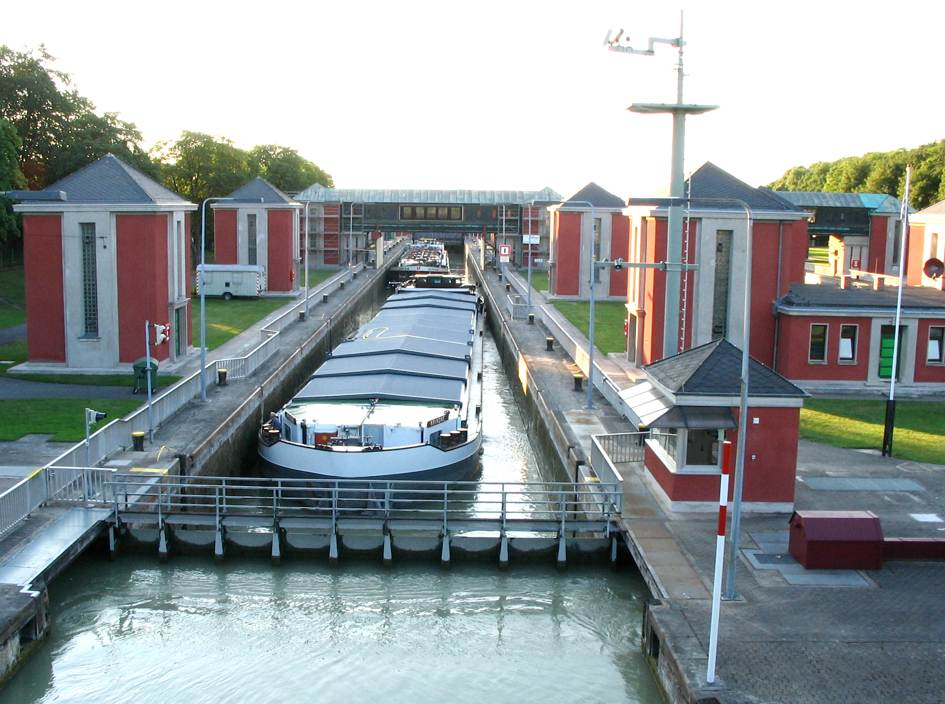
Schleuse Anderten
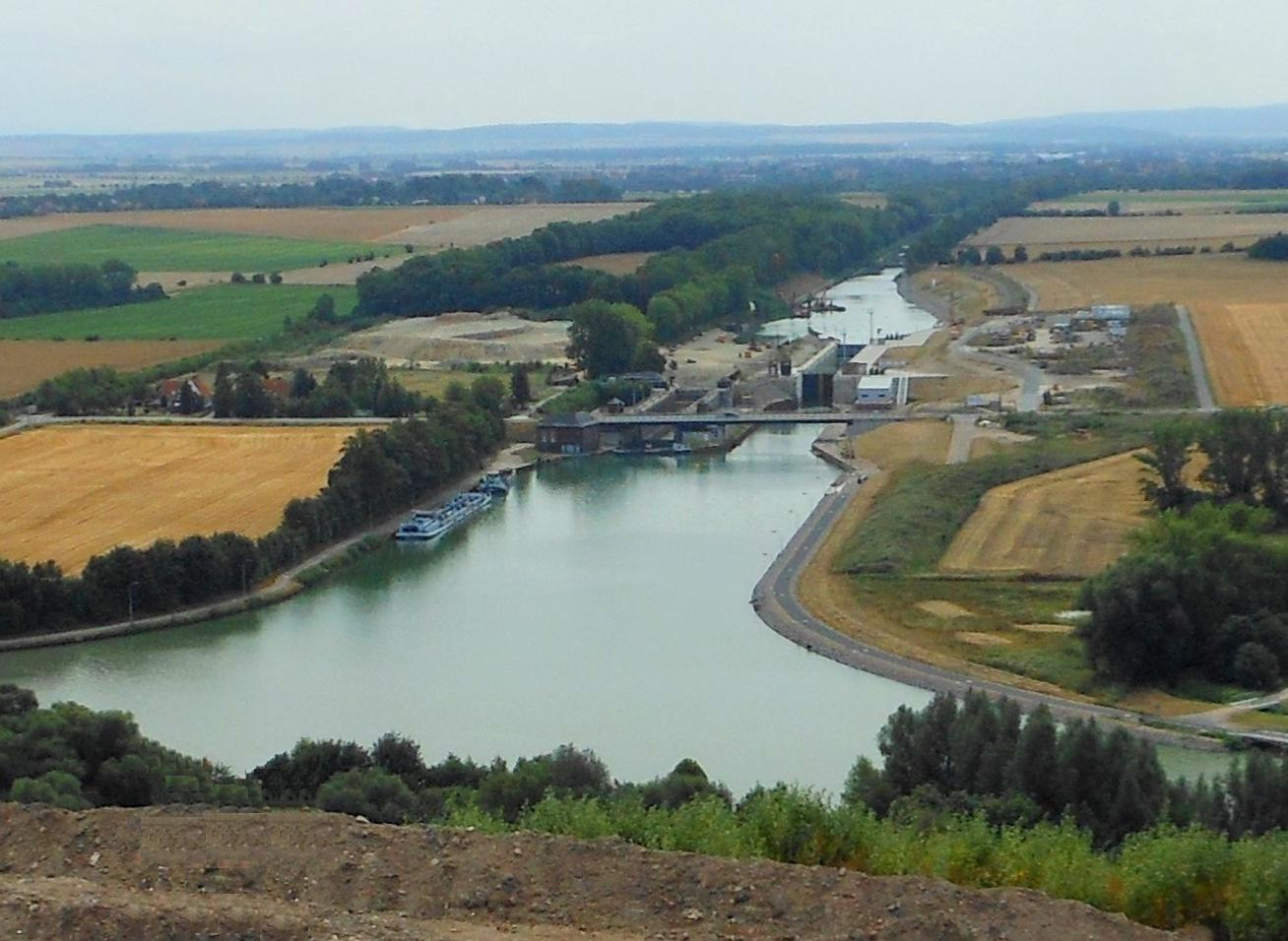
Schleuse Bolzum

## Kleinfahrzeugkennzeichen
Den Kleinfahrzeugen im Bereich des früheren Wasserstraßen- und Schifffahrtsamtes Braunschweig werden Kleinfahrzeugkennzeichen mit der Kennung BS zugewiesen.